# Bisbat d'Empúries
El bisbat d'Empúries fou un bisbat que s'estenia per la zona de l'Empordà, que actualment perviu com a diòcesi titular. Segurament hi va haver bisbe des del segle iv, com ho demostrarien les restes de basílica cristiana retrobades a l'antiga ciutat grecoromana d'Empúries. A començaments del segle vi apareixen els primers bisbes i continuen fins a l'ocupació sarraïna en què el territori del bisbat passa a dependre del bisbat de Girona. De l'antiga diòcesi d'Empúries no es coneix altra cosa que la seva existència i els noms de set bisbes, que la regiren des de 516 fins a 693, pel fet d'haver acudit, personalment o per procurador, a diversos concilis.
Residí també a Empúries, almenys de 916 a 920, el bisbe Esclua, protagonista d'un intent de cisma en les esglésies d'Urgell i Girona. Vers el 958 Cesari de Santa Cecília de Montserrat intentà, com a metropolità — subreptici — de Tarragona, que el papa Joan XII posés sota seu els antics bisbats visigòtics, entre els quals el d'Empúries, però fracassà per la resistència dels altres bisbes catalans. Els comtes d'Empúries gestionaren diverses vegades, entre 1332 i 1380, la concessió d'un bisbat a la seva capital, Castelló d'Empúries; l'oposició dels monarques i dels prelats de Girona feu infructuós el seu intent. Pròxima a la seu del bisbat d'Empúries hi ha la vila de Roses, presumpta seu episcopal al segle v. La base de l'atribució consisteix en una làpida trobada a Siracusa, que fa memòria d'un bisbe de la seu de Rotdon, d'origen hispànic i de nom Auxenci. Hom ha identificat Rotdon amb Roses (Rode). Així, Roses és avui seu episcopal titular.
Justificava el bisbat propi la importància que al període tardo-romà va tenir Sant Martí d'Empúries, un nucli fortificat d'entitat i que el port de la ciutat es mantingué en plena activitat. El fet que Empúries hagués estat seu episcopal, almenys des de l'any 516, on apareix documentada a les actes del concili celebrat a Tarragona, la presència del bisbe emporità, Paulus, demostra que la ciutat manté el seu prestigi i poder com a centre polític i administratiu d'un ample territori fins a l'ocupació àrab, com demostra la continuïtat del bisbat d'Empúries al llarg dels segles vi i vii.

## Episcopologi
- Pau (abans de 516-517, ja que signa les actes del Concili de Girona (517) i les del concili de Tarragona de l'any anterior.[4] o 527
- Caronci527 (abans de 540) - després de 546
- Fructuós 589
- Gaià abans de 592 - després de 598
- S'esmenta un bisbe el 614 sense indicar-ne el nom
- Siduld 633:
- Donumdei abans de 648 - després de 653
- Gaudilià abans de 683 - després de 693